# Vanessa Bayer
Vanessa Bayer, née le 14 novembre 1981 à Cleveland, Ohio, est une actrice et humoriste américaine membre entre 2010 et 2017 de la troupe du Saturday Night Live.

## Biographie
Elle quitte l'émission à sketches Saturday Night Live à la fin de la saison 2017, après sept saisons.
Elle enchaîne ensuite les seconds rôles au cinéma. En 2015, elle joue dans Crazy Amy, de Judd Apatow, aux côtés d'Amy Schumer ; en 2016, elle fait partie de la distribution chorale de Joyeux bordel ! ; en 2017, elle donne la réplique à Jack Black, tête d'affiche de The Polka King ; enfin, en 2018, elle retrouve un rôle de meilleure amie pour Ibiza, menée par Gillian Jacobs.

## Filmographie

### Cinéma
- 2009 : Off the Cuff de Jessica Noelle Hardy et Brent Kado : Kate Clark
- 2010 : Stages of Emily (court métrage) de Jack C. Newell : Jocelyn
- 2012 : Adventures in the Sin Bin de Billy Federighi : Superdawg Waitress
- 2013 : Moi, moche et méchant 2 (Despicable Me 2)) de Pierre Coffin et Chris Renaud : Flight Attendant (voix)
- 2015 : Crazy Amy (Trainwreck) de Judd Apatow : Nikki
- 2016 : Joyeux bordel ! de Josh Gordon et Will Speck : Allison
- 2018 : Ibiza (en) : Nikki
- 2025 : Freaky Friday 2 : Encore dans la peau de ma mère (Freakier Friday) de Nisha Ganatra : la diseuse de bonne aventure

### Télévision

#### Séries télévisées
- 2010-2017 : Saturday Night Live : Various / Miley Cyrus / Brecky / ...
- 2011 : I Wanna Have Your Baby : Corrine
- 2012 : Saturday Night Live Weekend Update Thursday (en) : Voter / Gretchen Carlson / Woman
- 2012 : Sugarboy : Chip's Wife
- 2013 : Sound Advice : Janessa Slater
- 2013 : The Mindy Project : Mary
- 2014 : Wallykazam! (en) : Rockelle
- 2014 : TripTank : Baby Momma / Cheryl
- 2014 : Comedy Bang! Bang! (en) : Susan Armhold
- 2015 : Man Seeking Woman : Laura Ferber
- 2015 : Portlandia : Bank Clerk / Wife / Speaker System
- 2015 : The Awesomes : Dr Jill Stein-Awesome-Kaplan (voix)
- 2018 : Will & Grace (série télévisée) : Amy (1 épisode)
- 2018: Love (série télévisée) : Sarah (1 épisode)
- 2019 : Brooklyn Nine-Nine (série télévisée) : Debbie Fogle (3 épisodes)
- 2022 : I love that for you (en) (série télévisée) : Joanna Gold
- 2025 : Elsbeth ( série télévisée ) : Deedee Dasher ( 1 épisode )